# Hellébore de Corse
Helleborus argutifolius
Espèce
Classification phylogénétique

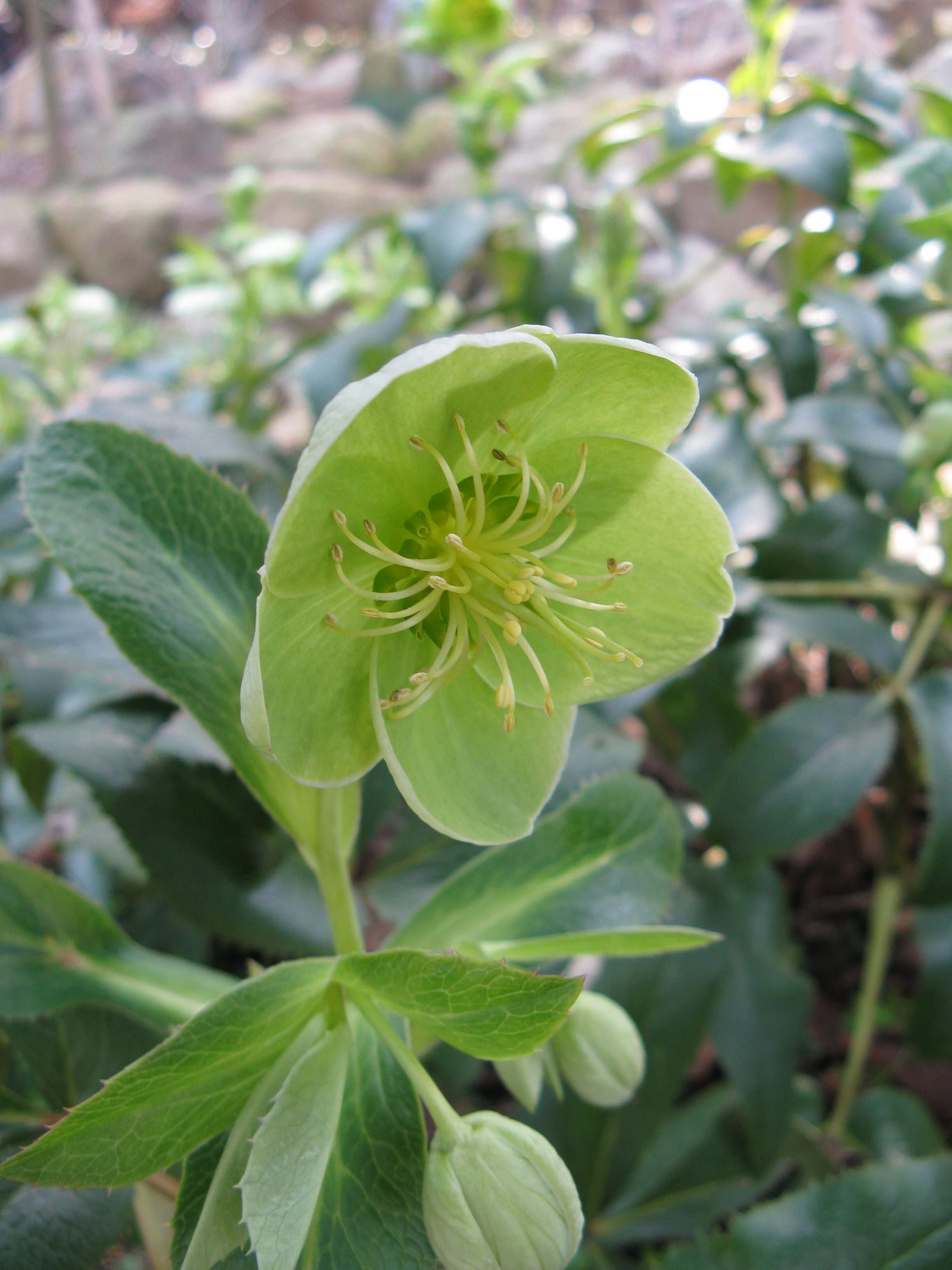
Fleur dHelleborus argutifolius.

Helleborus argutifolius Viv., l'Hellébore de Corse, est une espèce de plantes à fleurs de la famille des Ranunculaceae endémique de Corse et de Sardaigne.
C'est une des deux espèces de la section Chenopus (à feuilles en patte d'oie).

## Synonymie
- Helleborus lividus Aiton subsp. corsicus (Willd.) Tutin
- Helleborus corsicus Willd.

## Caractéristiques
Helleborus argutifolius est une espèce caulescente, qui pousse dans les taillis sur les talus et dans les ravins. C’est le plus grand des hellébores, qui peut en conditions favorables atteindre 1,5 m voire plus.
Les feuilles vert clair, composées de trois folioles dentées en dents de scie, sont toutes caulinaires.
Les fleurs vert pâle de 3-5 cm de diamètre, dont les sépales se renversent parfois en fin de floraison, sont placées en grande inflorescence terminale (10-30 fleurs). La plante produit généralement une abondance de graines, même en situation isolée.

## Culture
Cette espèce préfère les situations ensoleillées et est moyennement rustique. Elle est par ailleurs moins persistante que les espèces acaulescentes. Elle est au mieux de sa forme au cours des deuxième et troisième années.
Lorsqu’ils croissent ensemble, Helleborus argutifolius s’hybride avec Helleborus lividus, l'autre espèce de la section Chenopus. L’hybride, Helleborus ×sternii, est de forme intermédiaire. Comme cet hybride est fertile, il peut se recroiser avec les parents et former ainsi des populations complexes dont les exemplaires sont proches de l’un ou de l’autre parent. Il est d’ailleurs vraisemblable que la plupart des exemplaires de Helleborus lividus en culture sont partiellement hybridés avec Helleborus argutifolius.

## Remarque

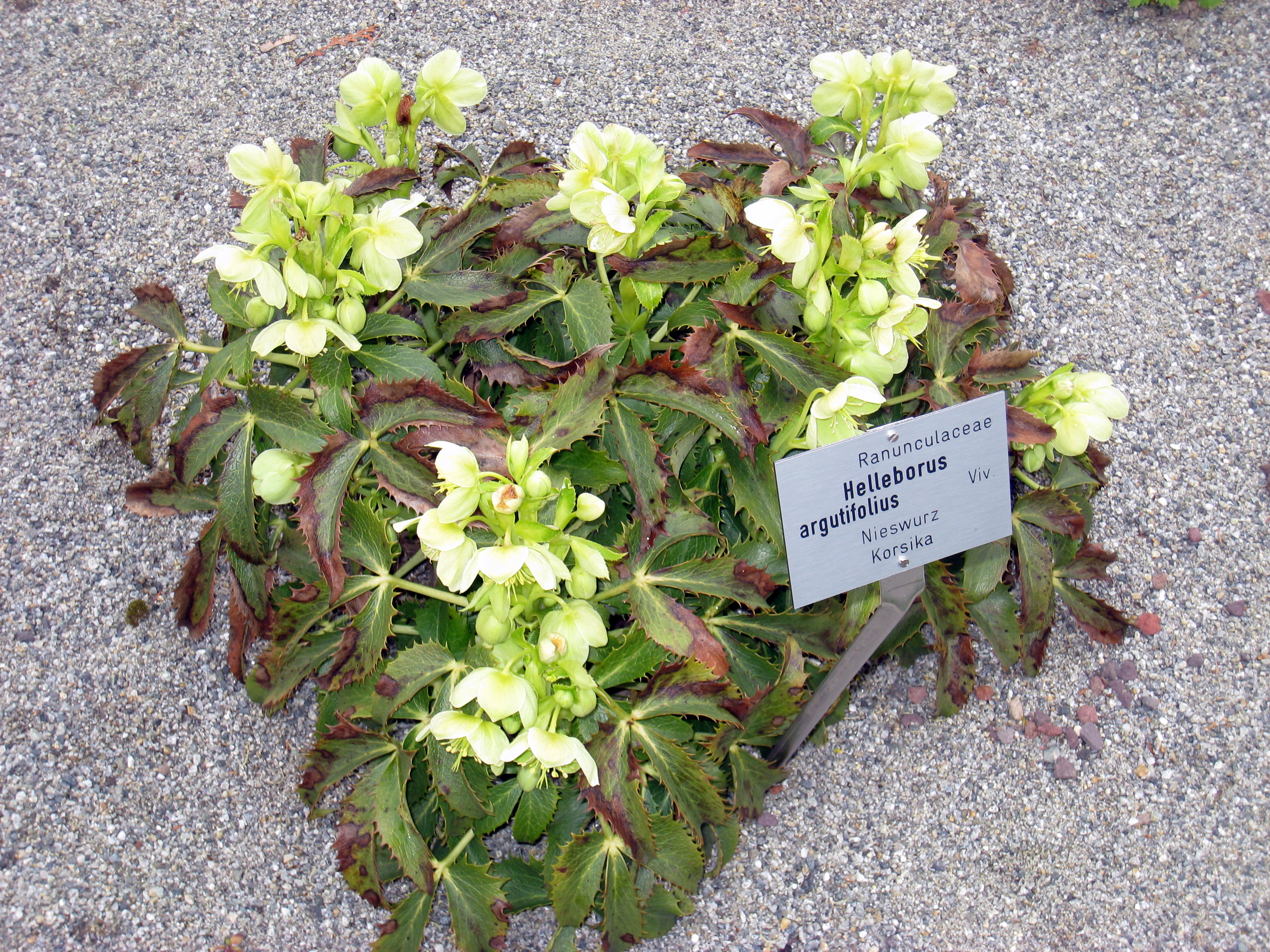
Helleborus argutifolius au jardin botanique d'Innsbruck

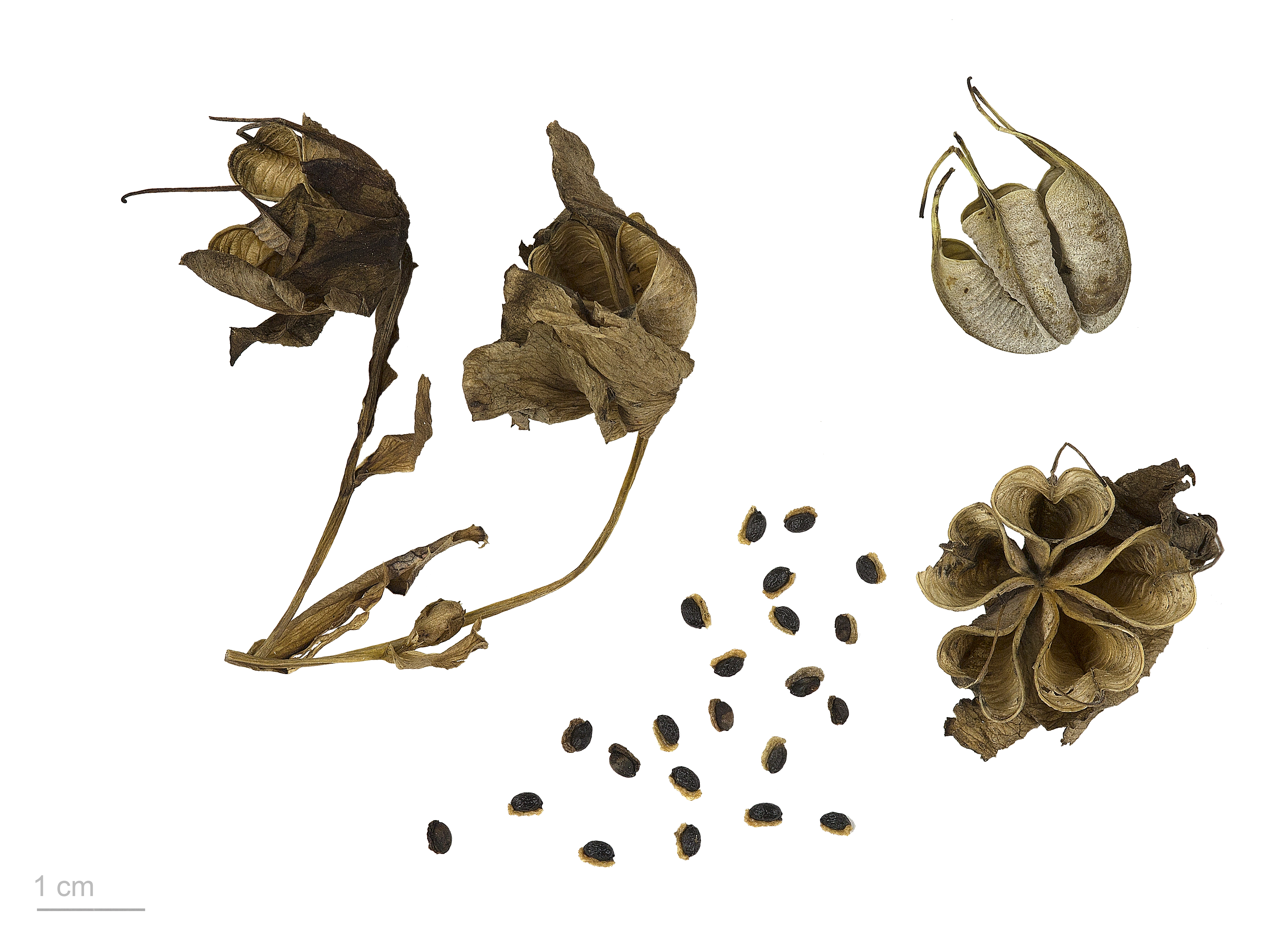
Helleborus argutifolius - Muséum de Toulouse

Helleborus argutifolius est souvent considéré comme une sous-espèce de Helleborus lividus, une espèce endémique à Majorque.
Helleborus lividus, moins rustique, s’en distingue par sa taille moins élevée (40 cm), ses feuilles vert foncé peu dentées et ses fleurs plus petites et moins nombreuses souvent teintées de rose ou de pourpre à la face extérieure.